# Gilbert Musy
 (janvier 2025).
Gilbert Musy, né le 29 décembre 1944  à Waldkirch dans le Bade-Wurtemberg et mort le 4 mai 1999 à Lausanne, est un écrivain, traducteur et politicien vaudois.

## Biographie
Gilbert Musy fait des études de lettres à l'Université de Lausanne, puis se voue à la traduction littéraire et à l'écriture.
Traducteur de l'allemand, il fait connaître les œuvres de nombre de ses compatriotes alémaniques tels que Hermann Burger, Rosmarie Buri, Eveline Hasler, Thomas Hürlimann, E. Y. Meyer, Erica Pedretti, Jörg Steiner, Beat Sterchi, Laure Wyss ou Matthias Zschokke. 
Il publie deux romans, La Tangente (Éditions de l'Aire) (1980), Le Point de fuite (Éditions d'en bas) (1981), et des nouvelles, Le Plomb (Éditions d'en bas) (1983), ainsi qu'une pièce de théâtre, Que d'embûches sur la voie de Nasrudin et Zeineb.
Collaborateur à la Télévision suisse romande, cofondateur des Éditions d'en bas, membre fondateur du CEATL (Conseil Européen des Associations de Traducteurs Littéraires) auprès duquel il a représenté les traducteurs littéraires suisses du Groupe d'Olten de 1991 jusqu'en 1999, député Vert au Grand Conseil vaudois, Gilbert Musy reçoit en 1991 le Prix lémanique de la traduction et en 1993 le Prix de l'Éveil de la Fondation vaudoise pour la promotion et la création artistiques.

## Sources
- « Gilbert Musy », sur la base de données des personnalités vaudoises sur la plateforme « Patrinum » de la Bibliothèque cantonale et universitaire de Lausanne.
- Nicole Staremberg Goy, « Gilbert Musy » dans le Dictionnaire historique de la Suisse en ligne.
- H.-Ch. Dahlem, Sur les pas d'un lecteur heureux guide littéraire de la Suisse, p. 427
- R. Francillon, Histoire de la littérature en Suisse romande, vol. 4, p. 169 et 449
- Al. Nicollier, H.-Ch. Dahlem, Dictionnaire des écrivains suisses d'expression française, vol. 2, p. 617-618
- C. Clerc, Entretien avec Gilbert Musy, in Feux croisés, no 1/1999, p. 184-203
- Entretien avec Gilbert Musy in Le Passe-muraille, 6-7, suppl., 1993, 2
- R. Zahnd, Voix Alémaniques, supplément du no 6-7 mai, p. 2
- R. Zahnd, Hommage à Gilbert Musy in Le Passe-muraille, 1999, no 41, mai, p. 6
- W. Lenschen, éd., Troisième Prix lémanique de la traduction, 1993
- Gilbert Musy